# یوکی کویکه
یوکی کویکه (ژاپنی: 小池 悠貴؛ زادهٔ ۱۸ آوریل ۱۹۸۶) یک بازیکن فوتبال اهل ژاپن است.
از باشگاه‌هایی که در آن بازی کرده‌است می‌توان به باشگاه فوتبال ونتفورت کوفو اشاره کرد.